# Soling

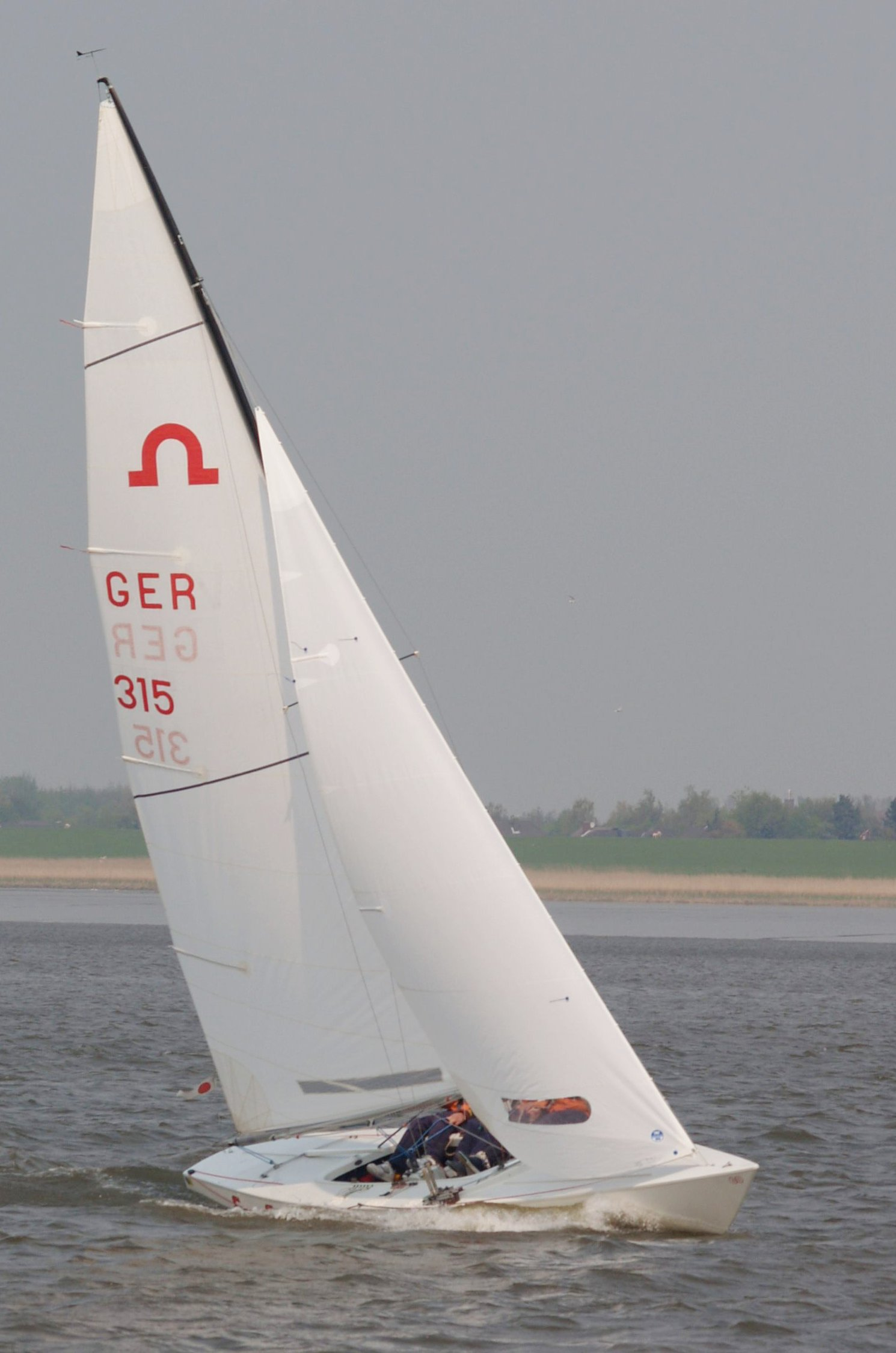
Soling

O Soling é um veleiro quilha lastrada de desporto, mais que de cruzeiro, para três velejadores com 8, 20 m de comprimento. Série internacional IYRU desde 1967, foi série olímpica entre 1972 e 2000. Em 1972 já tinham sido construídos 2 000 barcos e a classe espalhou-se por 40 nações depois de ter sido conhecido nos Jogos Olímpicos 
Tendo sido criado para substituir o 5.5M JI, também um quilha lastrada para três membros de equipagem, teve como sucessor o Yngling.

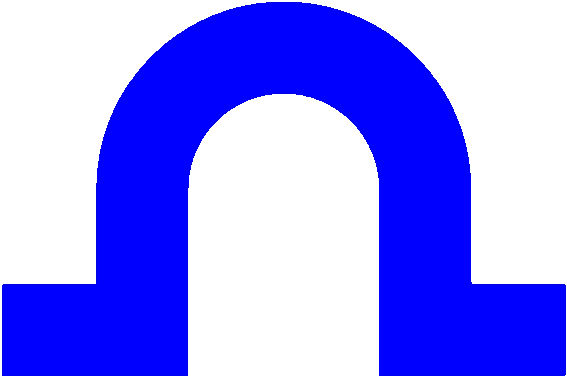
Símbolo da classe Soling

## Características
- Equipagem; 2 a 3
- Tipo de vela; Bermudiana
- Ano; 1965
- Comprimento total; 8,20 m
- Boca; 1,90 m
- Calado; 1,30 m
- Velame; Vela grande 13,6 m². Estai 8,10  m², Spinnaker 45 m²
- Deslocamento; 1 035 kg (dos quais lastro: 455 kg)
- Arquitecto; Jan Herman Linge